# Monte Pellecchia
Monte Pellecchia este o arie protejată (arie specială de conservare — SAC, sit de importanță comunitară — SCI) din Italia întinsă pe o suprafață de 1.110 ha, integral pe uscat.

## Localizare
Centrul sitului Monte Pellecchia este situat la coordonatele 42°06′38″N 12°51′45″E / 42.110556°N 12.8625°E.

## Înființare
Situl Monte Pellecchia a fost declarat sit de importanță comunitară în iunie 1995 pentru a proteja 1 specie de plante și 7 specii de animale. Situl a fost protejat și ca arie specială de conservare în decembrie 2016.

## Biodiversitate
Situată în ecoregiunea mediteraneană, aria protejată conține 4 habitate naturale: Pajiști uscate seminaturale și facies de acoperire cu tufișuri pe substraturi calcaroase (Festuco-Brometalia) (* situri importante pentru orhidee), Păduri de fag din Apenini cu Taxus și Ilex, Pante stâncoase calcaroase cu vegetație casmofită, Păduri de stejar alb estice.
La baza desemnării sitului se află mai multe specii protejate:
- plante (1): Himantoglossum adriaticum
- păsări (3): acvilă de munte (Aquila chrysaetos), caprimulg (Caprimulgus europaeus), șoim călător (Falco peregrinus)
- amfibieni (1): Salamandrina terdigitata
- mamifere (1): lupul (Canis lupus)
- nevertebrate (2): Austropotamobius pallipes, fluturele auriu (Euphydryas aurinia)

Pe lângă speciile protejate, pe teritoriul sitului au mai fost identificate 1 specie de plante, 1 specie de amfibieni, 5 specii de mamifere, 1 specie de reptile.